# Johan Andersson (fotbollsspelare född juni 1995)
Carl Johan Josef Andersson, född 15 juni 1995, är en svensk fotbollsspelare.

## Karriär
Andersson startade i Vaksala SK, men gick 2011 till IK Sirius. Efter den allsvenska säsongen 2017 gick Anderssons kontrakt ut och han skrev på ett fyraårskontrakt för Djurgårdens IF.
Den 31 juli 2019 lånades Andersson ut till division 1-klubben Karlstad BK. Den 14 januari 2020 lånades han ut till GIF Sundsvall på ett låneavtal över säsongen 2020. I januari 2021 värvades Andersson av Gais, där han skrev på ett tvåårskontrakt.
I mars 2022 värvades Andersson av FC Trollhättan.

## Karriärstatistik
| Klubb               | Säsong             | Liga               | Liga    | Liga | Svenska cupen | Svenska cupen | Övrigt  | Övrigt | Totalt  | Totalt |
| Klubb               | Säsong             | Division           | Matcher | Mål  | Matcher       | Mål           | Matcher | Mål    | Matcher | Mål    |
| ------------------- | ------------------ | ------------------ | ------- | ---- | ------------- | ------------- | ------- | ------ | ------- | ------ |
| IK Sirius           | 2014               | Superettan         | 1       | 0    | —             | —             | —       | —      | 1       | 0      |
| IK Sirius           | 2015               | Superettan         | 27      | 2    | 4             | 1             | 2       | 0      | 33      | 3      |
| IK Sirius           | 2016               | Superettan         | 20      | 3    | 1             | 0             | —       | —      | 21      | 3      |
| IK Sirius           | 2017               | Allsvenskan        | 19      | 2    | 2             | 0             | —       | —      | 21      | 2      |
| IK Sirius           | Totalt             | Totalt             | 67      | 7    | 7             | 1             | 2       | 0      | 76      | 8      |
| Djurgårdens IF      | 2018               | Allsvenskan        | 1       | 0    | 2             | 0             | 1       | 0      | 4       | 0      |
| Djurgårdens IF      | 2019               | Allsvenskan        | 1       | 0    | 1             | 1             | —       | —      | 2       | 1      |
| Djurgårdens IF      | Totalt             | Totalt             | 2       | 0    | 3             | 1             | 1       | 0      | 6       | 1      |
| Karlstad BK (lån)   | 2019               | Division 1 Norra   | 11      | 4    | 1             | 0             | —       | —      | 12      | 4      |
| GIF Sundsvall (lån) | 2020               | Superettan         | 26      | 1    | 4             | 1             | —       | —      | 30      | 2      |
| Gais                | 2021               | Superettan         | 26      | 0    | 4             | 1             | 2       | 0      | 32      | 1      |
| FC Trollhättan      | 2022               | Ettan Södra        | 1       | 0    | 0             | 0             | —       | —      | 1       | 0      |
| Totalt i karriären  | Totalt i karriären | Totalt i karriären | 133     | 12   | 19            | 4             | 5       | 0      | 157     | 16     |

1. ↑  Uppflyttningskvalmatcher mot Falkenbergs FF.[9][10]
2. ↑  Match i Europa League 2018/2019 mot Mariupol.[11]
3. ↑  Nedflyttningskvalmatcher mot Dalkurd FF.[12][13]